# Villaquirán de la Puebla
Villaquirán de la Puebla es una localidad y un municipio situados en la provincia de Burgos, Castilla la Vieja, en la comunidad autónoma de Castilla y León (España), comarca de Odra-Pisuerga, partido judicial de Burgos, cabecera del ayuntamiento de su nombre.

## Geografía
Es un municipio de España, en la provincia de Burgos, comunidad autónoma de Castilla y León. Tiene un área de 11,48 km² con una población de 51 habitantes (INE 2007) y una densidad de 4,44 hab/km².

## Demografía
Villaquirán de la Puebla cuenta con una población de 46 habitantes (INE 2024).
| Gráfica de evolución demográfica de Villaquirán de la Puebla entre 1842 y 2021                                        |
| |
| Población de derecho según los censos de población del INE. Población de hecho según los censos de población del INE. |

| 1991 |  | 1996 |  | 2001 |  | 2004 |
| ---- |  | ---- |  | ---- |  | ---- |
| 79   |  | 78   |  | 65   |  | 57   |

## Historia

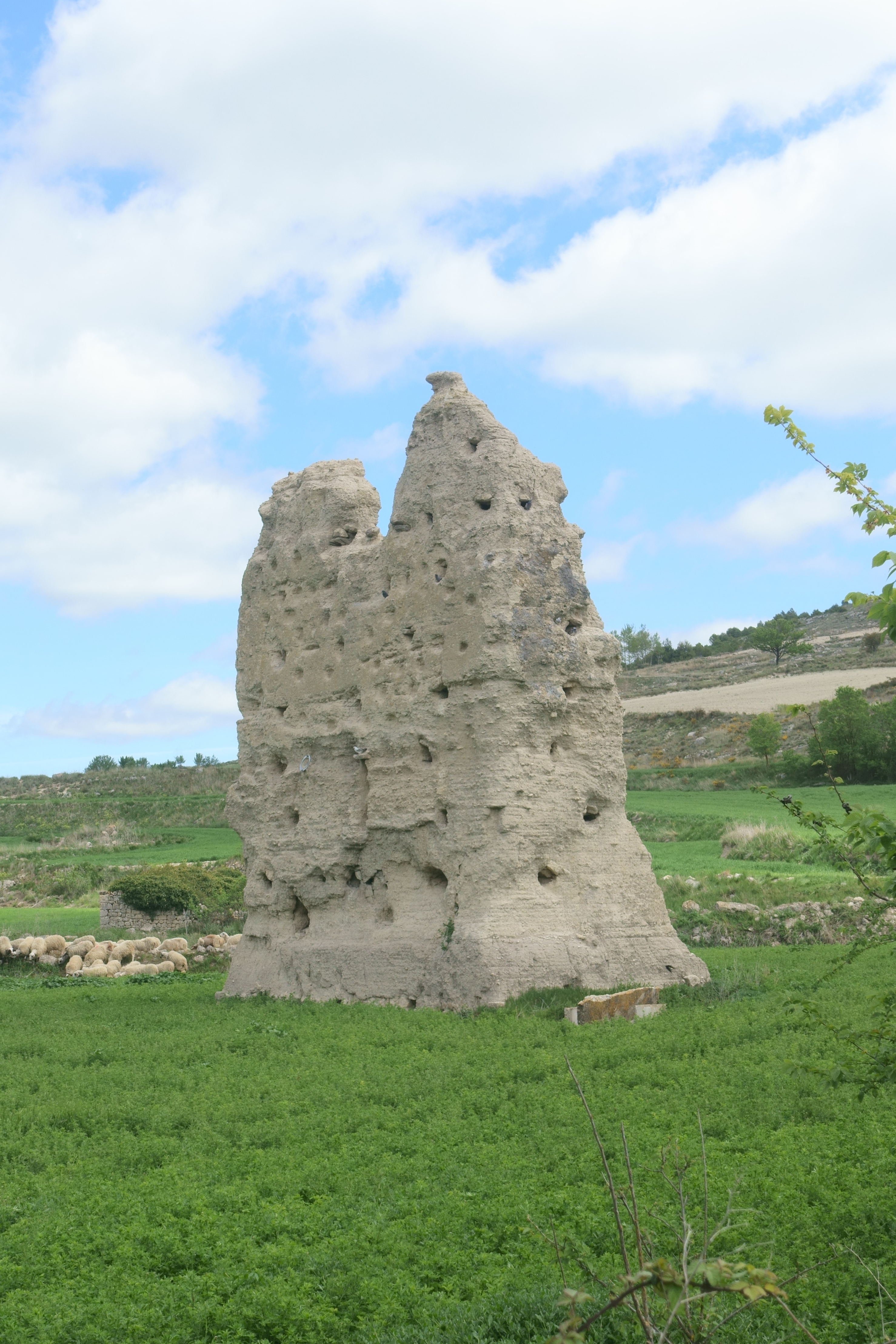
Ruinas de la torre

Lugar que formaba parte, en su categoría de pueblos solos, del Partido de Castrojeriz, uno de los catorce que formaban la Intendencia de Burgos, durante el periodo comprendido entre 1785 y 1833, en el Censo de Floridablanca de 1787, jurisdicción de realengo con alcalde pedáneo.

## Parroquia
Iglesia de San Miguel Arcángel, dependiente de la parroquia de Castrojeriz en el arciprestazgo de Amaya, diócesis de Burgos .